# Cratere Kuznetsk
Kuznetsk è un cratere sulla superficie di Mathilde.